# ارمنستان در مسابقه آواز یوروویژن ۲۰۲۴
ارمنستان در مسابقه آواز یوروویژن ۲۰۲۴ با ترانه‌ای به نام «ژاکو» شرکت کرد. این اثر توسط سه هنرمند به نام‌های آدری لوکلرک، ژاکلین باغداساریان و لوئیس توماس نوشته شد. اجرای این ترانه به عهده ژاکلین باغداساریان و لوئیس توماس بود که تحت نام هنری مشترک خود یعنی «لادانیوا» آن را اجرا کردند. این گروه با سبک خاص خود که ترکیبی از موسیقی سنتی و مدرن است، توانست توجه مخاطبان بسیاری را به خود جلب کند.
فرایند انتخاب این ترانه توسط تلویزیون عمومی ارمنستان انجام شد، که به‌عنوان مسئول رسمی شرکت‌کننده این کشور در یوروویژن، تصمیم گرفت به‌جای برگزاری مسابقه ملی، نماینده خود را به‌صورت داخلی انتخاب کند. انتخاب داخلی معمولاً زمانی انجام می‌شود که یک کشور بخواهد از میان هنرمندان برجسته، اثری کاملاً حرفه‌ای و با پتانسیل بالا برای موفقیت در مسابقه ارائه کند.
ترانه «ژاکو» که در سبک خاص گروه لادانیوا ساخته شده است، از ملودی‌های ارمنی الهام گرفته و با تلفیق موسیقی مدرن و تأثیرات فرهنگی، پیامی قوی و منحصربه‌فرد را به مخاطبان ارائه داد. این ترکیب از موسیقی و فرهنگ، نمایانگر هویت ملی ارمنستان در این رقابت جهانی بود.

## تاریخچه

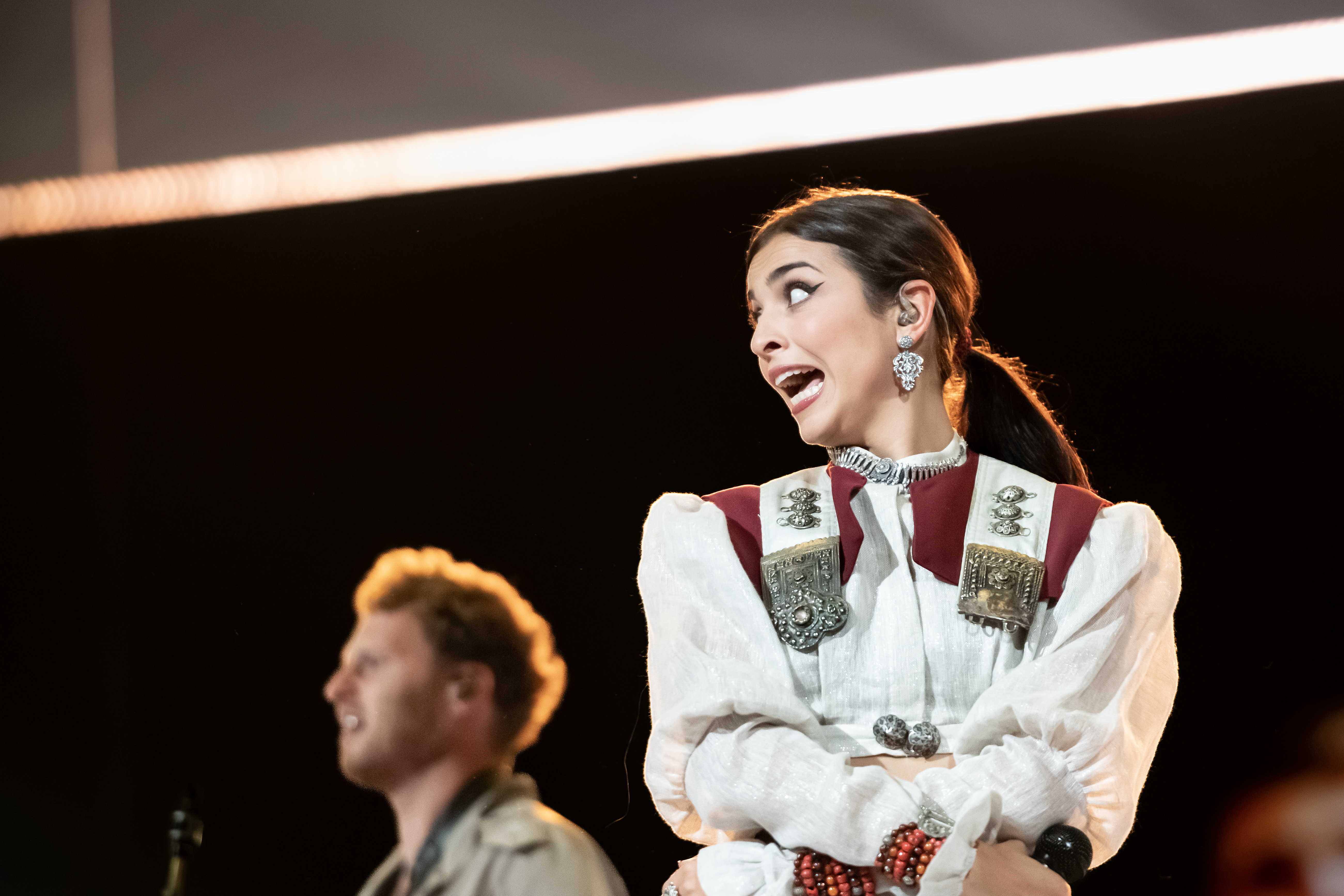
ژاکلین باغداساریان از لادانیوا در حین تمرین قبل از نیمه نهایی دوم.

پیش از رقابت سال ۲۰۲۴، تلویزیون ارمنستان پانزده بار از زمان نخستین حضور خود در سال ۲۰۰۶ در مسابقه آواز شرکت کرده بود. بالاترین رتبه آن‌ها در این مسابقه تا این مرحله رتبه چهارم بوده است که این کشور در دو نوبت در سال ۲۰۰۸ با آهنگ "کله کله" با اجرای سیروشو و در سال ۲۰۱۴ با آهنگ " تنها نیستی " با اجرای آرام ام‌پی۳ به آن دست یافت. تا آن زمان، سه بار نیز نتوانسته بودند به مرحله نهایی راه پیدا کنند؛ این موارد در سال‌های ۲۰۱۱، ۲۰۱۸ و ۲۰۱۹ رخ داده بود. همچنین، ارمنستان ۱ دو بار به‌طور موقت از رقابت کناره‌گیری کرد: یک بار در سال ۲۰۱۲ به دلیل تنش‌های طولانی مدت با کشور میزبان آن زمان جمهوری آذربایجان و بار دیگر در سال ۲۰۲۱ به دلیل بحران‌های اجتماعی و سیاسی پس از جنگ دوم قره‌باغ. در سال ۲۰۲۳، آهنگ «عاشق آینده» با اجرای برونت به مرحله نهایی راه یافت و با ۱۲۲ امتیاز در رتبه چهاردهم قرار گرفت.
تلویزیون ارمنستان، به عنوان مسئول شرکت در مسابقه یوروویژن، وظیفه دارد نماینده ارمنستان را برای این رقابت انتخاب کند و مسابقه را در کشور پخش کند. در گذشته، این تلویزیون از روش‌های مختلفی برای انتخاب نماینده خود استفاده کرده است، مانند انتخاب مستقیم یا برگزاری مسابقه ملی زنده برای انتخاب خواننده، آهنگ یا هر دو. ارمنستان ۱ در تاریخ ۵ دسامبر ۲۰۲۳ اعلام کرد که قصد دارد در مسابقه یوروویژن ۲۰۲۴ شرکت کند.

## قبل از یوروویژن
تلویزیون ارمنستان برای مسابقه یوروویژن ۲۰۲۴ نماینده خود را به صورت داخلی انتخاب کرد. در ژانویه ۲۰۲۴، رسانه‌های داخلی و بین‌المللی گزارش دادند که گروه موسیقی فرانسوی-ارمنی لادنیوا به عنوان نماینده انتخاب شده است. سپس در ۹ مارس ۲۰۲۴، این خبر به‌طور رسمی توسط ارمنستان ۱ تأیید شد و در ۱۳ مارس ۲۰۲۴، آهنگ این گروه با عنوان "ژاکو" معرفی شد.